# Гипотеза зоопарка
Гипотеза зоопарка — предложенная в 1973 году американским астрономом Джоном Алленом Боллом (англ. John A. Ball) гипотеза, выдвинутая как ответ на парадокс Ферми в отношении очевидного отсутствия доказательств в поддержку существования передовых форм внеземной жизни. Согласно этой гипотезе, наличие жизни на Земле давно известно разумным представителям внеземных цивилизаций. Однако представители внеземной жизни предпочитают не вмешиваться в жизнь на Земле и ограничиваются наблюдением за её развитием, сродни наблюдениям людей за животными в зоопарке. Предполагается также, что открытые контакты в итоге будут сделаны в тот момент, когда люди достигнут определённого уровня развития. Согласно одному из ответвлений этой гипотезы, уровень знаний человечества находится на столь низком этапе развития, что дать человечеству понять, что контакт налажен, внеземным цивилизациям не представляется возможным или, как минимум, разумным.

## Обсуждение вопроса Циолковским
В философской заметке «Планеты заселены живыми существами» (1933), длительное время не публиковавшейся, К. Э. Циолковский сформулировал парадокс Ферми и предложил в качестве его разрешения гипотезу зоопарка.

В известной вселенной можно насчитать миллион миллиардов солнц. Стало быть, мы имеем столько же планет, сходных с Землёй. Невероятно отрицать на них жизнь. Если она зародилась на Земле, то почему же не появится при тех же условиях на сходных с Землёй планетах? Их может быть меньше числа солнц, но всё же они должны быть. Можно отрицать жизнь на 50, 70, 90 процентах всех этих планет, но на всех — это совершенно невозможно. <…>
На чём основано отрицание разумных планетных существ вселенной? <…> Нам говорят: если бы они были, то посетили бы Землю. Мой ответ: может быть, и посетят, но не настало ещё для того время. <…> Должно прийти время, когда средняя степень развития человечества окажется достаточной для посещения нас небесными жителями. <…> Не пойдём же мы в гости к волкам, ядовитым змеям или гориллам. Мы их только убиваем. Совершенные же животные небес не хотят то же делать с нами.